# Jan Samuel Hlebowicz
Jan Samuel Hlebowicz (zm. 1633 r.) – poseł  na sejm w 1632 r., brat Jerzego Karola Hlebowicza, dworzanin Zygmunta III Wazy.
Był członkiem konfederacji generalnej zawiązanej 16 lipca 1632 roku. Poseł powiatu wileńskiego na sejm konwokacyjny 1632 roku. Był elektorem Władysława IV Wazy z województwa wileńskiego w 1632 roku.